# 淡黄黄芩
淡黄黄芩（学名：Scutellaria lutescens）为唇形科黄芩属下的一个种。其种加词“lutescens”意为“浅黄色的”。